# Onthophagus gibber
Onthophagus gibber là một loài bọ cánh cứng trong họ Bọ hung (Scarabaeidae).